# Aereo di linea

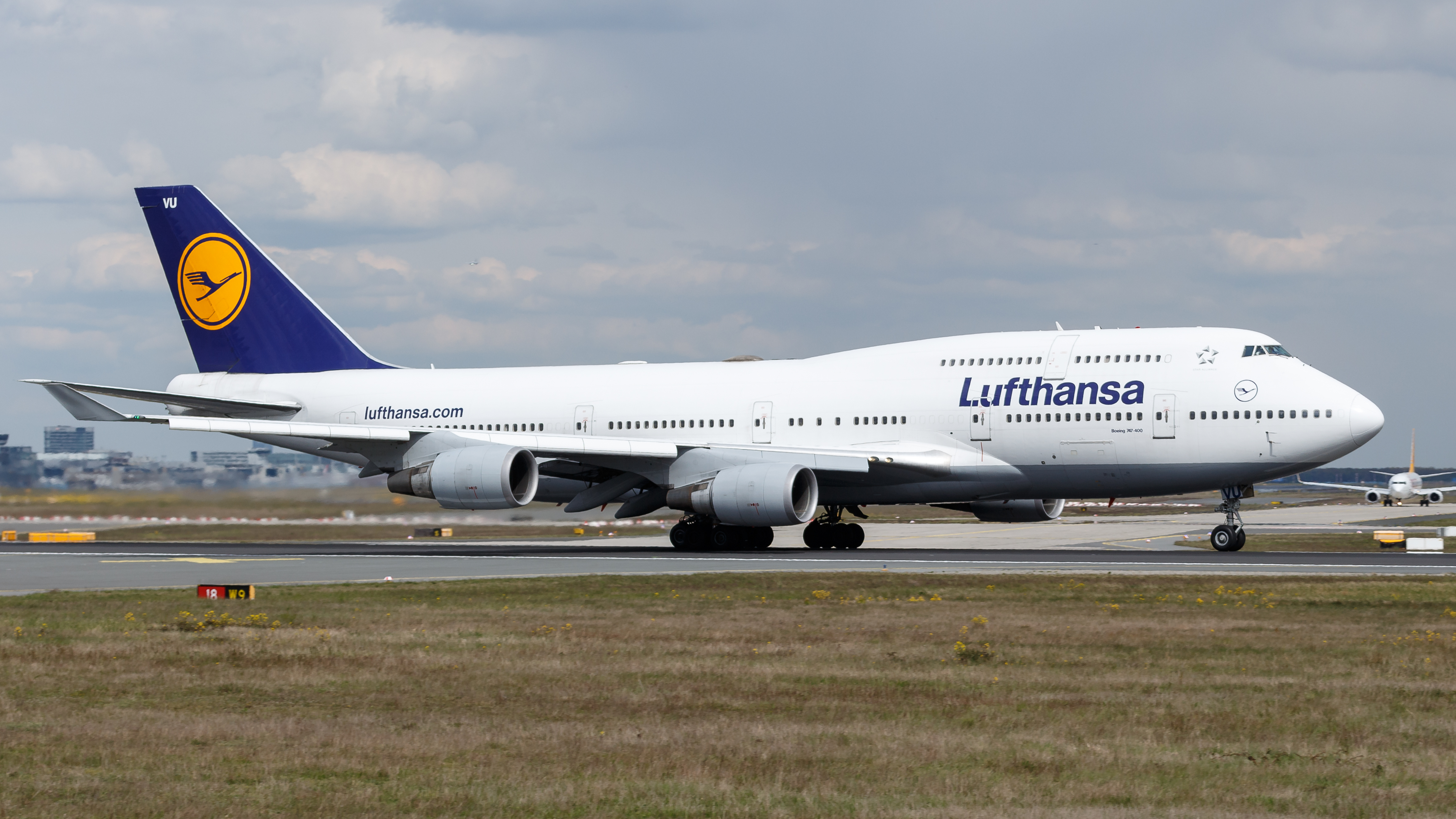
Il Boeing 747, uno dei più famosi aerei di linea, utilizzato nelle tratte a lungo raggio di avvio.

Un aereo di linea è un aeroplano ad ala fissa esplicitamente progettato per il trasporto di passeggeri ed è di solito utilizzato dalle compagnie aeree, che li acquistano o li usano in affitto. Alcuni modelli vengono modificati per il trasporto merci (per marchi come GLS, DHL, UPS, ad esempio) o vengono allestiti con interni lussuosi.

## Descrizione
Per le normative ICAO-FAA-JAAR, quasi universalmente adottate e accettate, l'espressione "aereo di linea" non esiste come pura definizione; esiste invece la certificazione di "velivolo adatto al trasporto pubblico passeggeri". Si possono effettuare, in teoria, voli di linea con velivoli anche di soli sei posti, ma a questo punto entrano in funzione le normative locali: difficilmente in Europa un velivolo a sei posti potrebbe effettuare voli di linea. Solitamente un aereo che pesa a vuoto 22.680 kg e che può trasportare 20 o più passeggeri viene definito di linea. I velivoli che trasportano meno di 20 passeggeri vengono chiamati aerotaxi e si differenziano in base alle loro dimensioni, ai motori e al tipo di configurazione dei sedili; ad esempio, il Beechcraft 1900 ha soli 19 posti a sedere e non può essere considerato un aereo di linea, evitando così le severe regole per quel tipo di aerei in molti paesi.
Gli aerei di linea - causa la tecnologia applicata - sono molto costosi e spesso vengono utilizzati in leasing con una scadenza a lungo termine (dai 20 ai 40 anni): una volta scaduto il termine quasi nessuno torna in servizio perché, nel frattempo, grazie al continuo progresso tecnologico, i nuovi aerei prodotti sono più economici nelle ordinarie operazioni di manutenzione rispetto a quelli più vecchi. Molti degli aerei che non vengono più utilizzati sono depositati nel Deserto del Mojave, negli Stati Uniti d'America: per questo nel linguaggio inglese la parola Mojave si è diffusa come sinonimo di un deposito, temporaneo o meno, di aeroplani.

### Industrie produttrici

Il Douglas DC-3

Nella storia dell'aviazione poche industrie hanno dominato per anni il mercato: le statunitensi Boeing, McDonnell Douglas (oggi assorbita dalla Boeing) e la Lockheed Corporation (oggi parte della Lockheed-Martin e non più impegnata nel settore civile); le russe Ilyushin, Tupolev, Yakovlev, l'ucraina Antonov e l'europea Airbus. Altre famose industrie sono l'Embraer, la de Havilland Canada (ora parte della Bombardier) e la Fokker (fallita però nel 1996), tutte specializzate nella costruzione di aerei di linea regionali.
Negli ultimi anni sono soltanto due i grandi rivali del mercato: la Boeing e la Airbus, che si è rivelata un duro concorrente. Tra le due industrie infatti ci sono aspre polemiche sui finanziamenti che entrambe ricevono dai reciproci governi: in particolare l'Airbus può richiedere prestiti ai governi europei a tassi vantaggiosi e senza l'obbligo di risarcimento in caso di perdite; la Boeing stipula contratti di ricerca e sviluppo con la NASA e il Dipartimento della Difesa degli Stati Uniti, entrambi enti governativi, oltre che al volume di affari dovuto ai contratti militari.

### Modelli

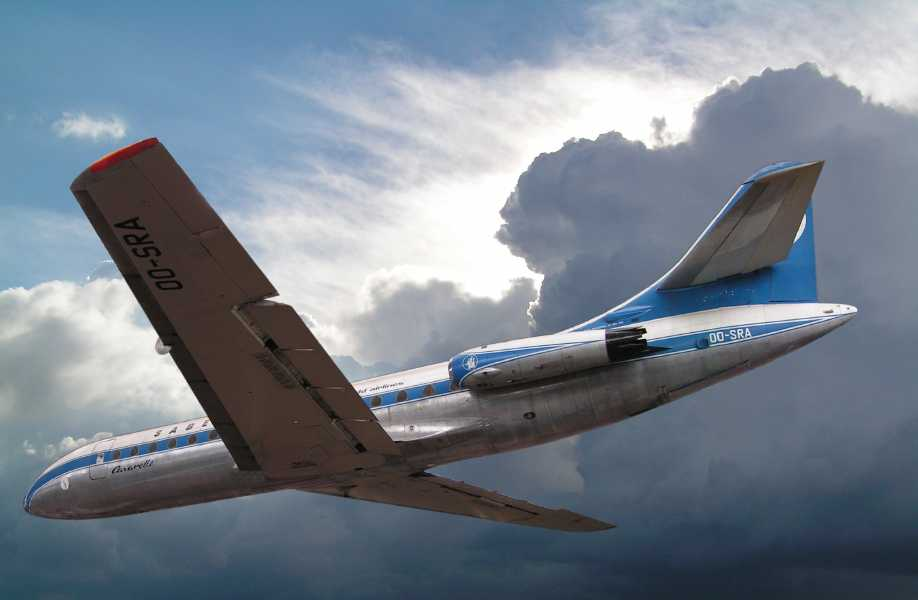
Il Sud Aviation Caravelle

L'aereo di linea nacque nel primo dopoguerra (1919), quando tutta l'esperienza tecnica acquisita nella corsa agli armamenti poté essere applicata alla costruzione di aerei appositamente dedicati al trasporto di persone. Il primo aereo in assoluto a svolgere un servizio passeggeri è stato un AEG J.II che al 5 febbraio 1919 assicurava un collegamento giornaliero tra Berlino e Weimar. Da quel momento in poi, l'aviazione commerciale subì un impulso fortissimo che portò alla costruzione di aerei commerciali sempre più veloci, affidabili e comodi: lo sviluppo di questo settore si arrestò solo a causa della Seconda guerra mondiale. Uno degli aerei passeggeri più famosi e che cambiò radicalmente il concetto di trasporto passeggeri è il Douglas DC-3, il capostipite dei moderni aerei di linea.
Lo sviluppo del settore commerciale riprese con la fine della Guerra e, grazie alla diffusione dei motori a getto anche in campo civile, raggiunse livelli di crescita costante. Famosi aerei di linea sono il Boeing 707, il Boeing 747 (soprannominato Jumbo Jet), il Concorde e il Tupolev Tu-144 (gli unici aerei di linea a superare la velocità del suono), e il recente Airbus A380, unico aereo al mondo ad avere il doppio ponte per tutta la lunghezza della fusoliera.

### Cabina passeggeri e la sua configurazione

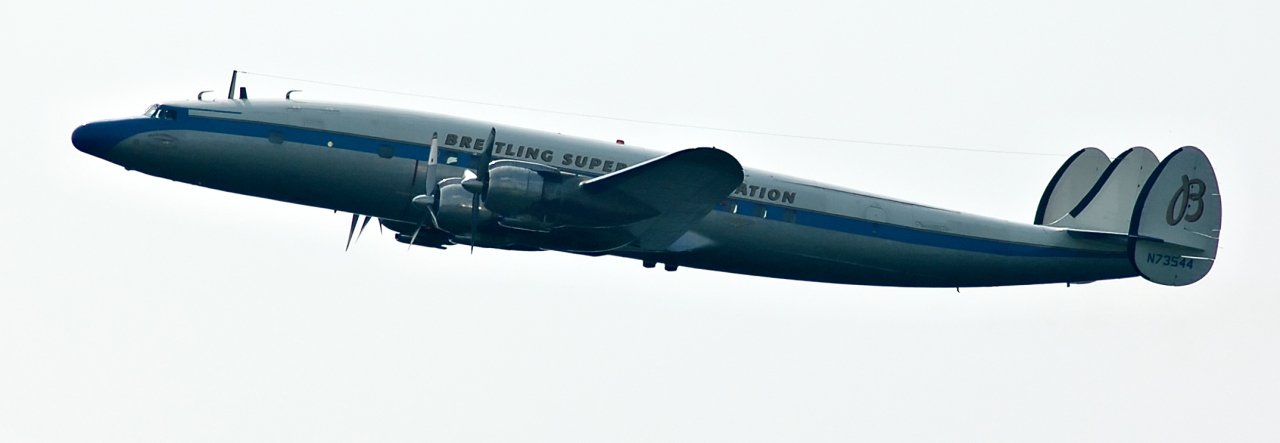
Il Lockheed Constellation

Oltre alla cabina di pilotaggio (o cockpit) vi è la cabina passeggeri. Qui sono disponibili tre tipi di posti a sedere: first class (prima classe), business class (classe business) e economy class (classe economica) o ad alta densità: la differenza è dovuta alla collocazione dei posti a bordo, allo spazio disponibile per le gambe e al tipo di servizio offerto a bordo.
La configurazione a due classi viene usata solitamente sui voli a medio raggio (nazionali e internazionali) mentre quella a tre classi viene usata solitamente sui voli a lungo raggio (intercontinentali).
Dal 2009, le compagnie aeree major hanno iniziato a inserire sui loro aerei (specialmente in quelli destinati ai voli intercontinentali) una nuova classe di viaggio: la premium-economy class, una classe intermedia tra la economy e la business. Tuttavia, gli aerei vengono spesso configurati a seconda delle specifiche richieste della compagnia aerea che li utilizzerà; generalmente:
- gli aerei regional vengono configurati in classe unica economy;
- gli aerei narrow-body vengono configurati in classe unica economy o in due classi business ed economy;
- gli aerei wide-body vengono configurati in due classi business ed economy o in tre classi first, business ed economy.

Tuttavia, spesso aerei di medio/lungo raggio – come ad esempio l'Airbus A300, l'Airbus A310, l'Airbus A330, il Boeing 757 e il Boeing 767 - vengono configurati in due classi di viaggio, mentre aerei come ad esempio l'Airbus A340, l'Airbus A380, il Boeing 747 e il Boeing 777 vengono configurati in tre classi di viaggio.
Durante il volo, in particolar modo per le tratte internazionali, vengono serviti pasti a bordo e c'è la possibilità di guardare un film o ascoltare musica, e negli ultimi anni sui modelli più recenti è offerta la possibilità di connettersi a Internet.
La configurazione di bordo e i servizi a bordo sono comunque a discrezione della compagnia aerea che emette l'ordine.

## Tipi di aerei
- per fusoliera

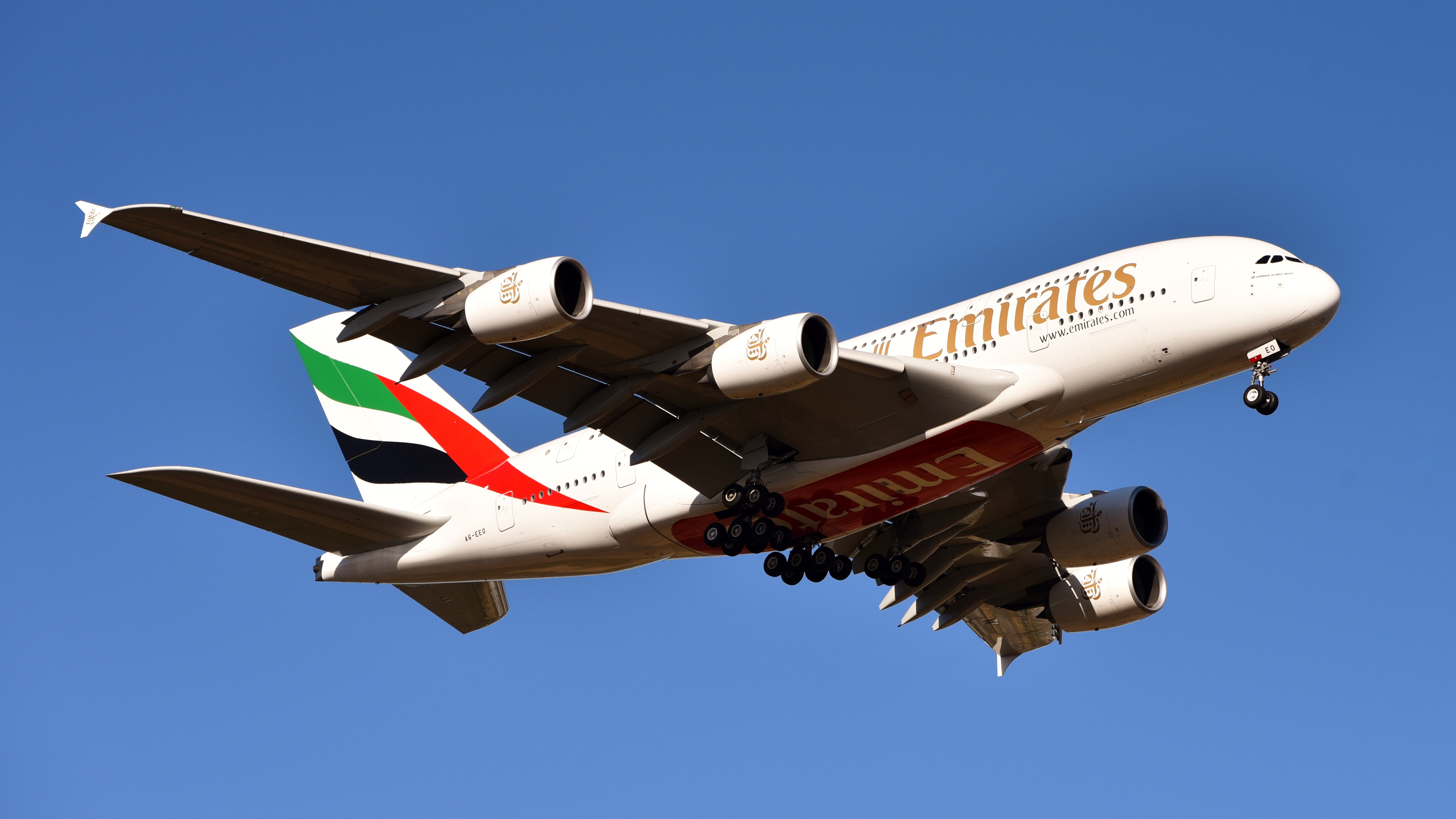
L'Airbus A380, uno dei più grandi aerei di linea insieme al Boeing 747-8

  - Aereo a fusoliera stretta (Narrow Body) a singolo corridoio. Aereo a fusoliera stretta a breve/medio raggio, da 100 a massimo 250 passeggeri (es. Boeing 757-300).
    - Regional aereo a fusoliera stretta a breve/corto raggio, per massimo circa 100 passeggeri es. (Bombardier CRJ-1000).

  - Aereo a fusoliera larga (Wide Body) a doppio corridoio. aereo a fusoliera larga a medio/lungo raggio, da 200 a massimo di 660 passeggeri (es. McDonnell Douglas MD-11).
    - Double Deck aereo wide-body a doppio-ponte a lungo raggio, da 525 a 853 passeggeri (es. Airbus A380).
- per motore:
  - Turbogetto (Turbojet), i primi aerei a getto o gli aerei supersonici (es. Aérospatiale-BAC Concorde)
  - Turboelica (Turboprop), aerei generalmente regionali mossi da motori a elica che girano per mezzo di una turbina a gas (es. ATR 72)
  - Turboventola (Turbofan), aeroplani funzionanti grazie a un motore a getto con bypass, meno inquinante di un motore turbojet ma adatto solo a velocità inferiori. Aerei di molte categorie montano questo tipo di motore, dai jet d'affari ai grandi wide body (es. Airbus A380).